# La regina Libertà - L'impero delle tenebre
L'impero delle tenebre (L'Empire des ténèbres) è il primo libro della trilogia La regina Libertà scritta da Christian Jacq, pubblicato in Francia nel 2002 e in Italia nel 2004.

## Trama
XVII secolo a.C. L'orda di barbari asiatici chiamata Hyksos ("signori di Paesi stranieri") si è fatta strada in Egitto grazie a una temibile arma, i loro carri da guerra trainati da cavalli, distruggendo tutto quello che capita loro a tiro e riducendo la terra dei Faraoni in schiavitù. Solo la città di Tebe resiste, capeggiata da Teti, la vedova dell'ultimo Faraone. Sebbene sembri solo questione di tempo prima che gli Hyksos scendano su Tebe, Teti ha ancora una figlia: Ahotep. Nonostante abbia solo diciotto anni, Ahotep è bella, coraggiosa e intraprendente, e da sola riaccenderà la speranza nel popolo egizio, iniziando così il suo lungo viaggio per cacciare gli Hyksos dall'Egitto.

## Personaggi
- Teti: vedova del defunto Faraone d'Egitto.
- Ahotep: protagonista della trilogia.

## Edizioni
- Christian Jacq, La regina Libertà - L'impero delle tenebre, traduzione di Cristiana Latini, Mantova, Corriere della Sera, 2004,  p. 330.